# I Would Like to See You Again
I Would Like to See You Again è il trentaquattresimo album in studio del cantante country statunitense Johnny Cash, pubblicato nel 1978.

## Tracce
Tutte le tracce sono di Johnny Cash tranne dove indicato.
1. I Would Like to See You Again (Larry T. Atwood, Charlie Craig) – 2:55
2. Lately – 2:01
3. I Wish I Was Crazy Again (Bob McDill) – 2:44 (con Waylon Jennings)
4. Who's Gene Autry? – 3:53
5. Hurt So Bad – 2:37
6. I Don't Think I Could Take You Back Again (Earl Ball Jr., Jo-El Sonnier) – 2:51
7. Abner Brown – 3:40
8. After Taxes (Jerry Leiber, Billy Edd Wheeler) – 3:03
9. There Ain't No Good Chain Gang (Hal Bynum, Dave Kirby) – 3:18 (con Waylon Jennings)
10. That's the Way It Is (Roger Bowling, Larry Butler) – 3:03
11. I'm Alright Now (Jerry Hensley) – 2:39